# Liudolf de Suabia
Liudolf (n. 930 d.Hr. – d. 6 septembrie 957 d.Hr., Pombia, Piemont, Italia) a fost duce de Suabia de la 950 la 954.
Liudolf a fost singurul fiul pe care regele Germaniei Otto I "cel Mare" l-a avut cu soția sa Eadgyth.
Liudolf a fost căsătorit cu Ida, fiica ducelui Herman I de Suabia. Când socrul său a murit, Liudolf a fost numit de către Otto ca succesor al ducatului. El a fost un conducător popular față de locuitorii suabi. După uzurparea Regatului Italiei de către Berengar de Friuli, Liudolf a invadat Lombardia în 951. La rândul său, Otto I a invadat și el Italia, nelăsându-i fiului său prea multe câștiguri de pe urma acestei acțiuni. Atunci când Otto s-a recăsătorit, cu Adelaida de Italia, moștenitoarea Italiei, Liudolf și-a simțit pozițiile amenințate și a ridicat steagul revoltei împotriva tatălui în 953. Pe când el s-a bucurat de sprijinul supușilor săi din Suabia, aliatul și cumnatul său, ducele Conrad "cel Roșu" de Lorena, a întâmpinat rezistență din partea alor săi din Lorena. Bavarezii ducelui Henric I, unchiul lui Liudolf și fratele mai mic al lui Otto I, l-au sprijinit pe Liudolf, însă regele a reușit să pună capăt răscoalei. Dretp urmare, în 954 Liudolf a fost deposedat de ducatul său și, cu toate că s-a reconciliat cu tatăl său, nu l-a mai obținut. El a invadat pentru a doua oară Italia, 957, și multe cetăți au capitulat în fața sa, drept pentru care Berengar a scăpat doar cu fuga. Liudolf a murit pe neașteptate de febră în mijlocul campaniei sale victorioase, la Pombia, în apropiere de Novara, în 6 septembrie, și a fost înmormântat în abația Sfântului Alban din Mainz.
Din căsătoria sa cu Ida a rezultat un fiu, Otto, care va deveni ulterior atât duce de Bavaria cât și de Suabia, și o fiică, Mathilda, care va ajunge abatesă la mănăstirea din Essen. Liudolf este de asemenea fondatorul orașului Stuttgart din Germania de Sud.
1. 1 2 3  The Peerage